# Уканахо
Уканахо (груз. უკანახო) — село в Грузии, в муниципалитете Душети края Мцхета-Мтианети. 

## География
Село расположено в северной части края, в 72 километрах по прямой к северо-востоку от центра муниципалитета Душети. Высота центра — 1920 метров над уровнем моря.

## Население
По данным переписи населения 2014 года, в селе проживало 4 человека.
| Год  | Население | Мужчины | Женщины |
| ---- | --------- | ------- | ------- |
| 1926 | 126       | 62      | 64      |
| 2002 | 1         | 1       | 0       |
| 2014 | 4         | 3       | 1       |